# Erol Sabanov
Erol Sabanov (* 16. Mai 1974 in Aalen) ist ein ehemaliger deutscher Fußballspieler auf der Position des Torwarts.

## Karriere
In der Jugend spielte Sabanov in seiner Heimatstadt beim VfR Aalen. 1999 stieg er mit der ersten Mannschaft in die Regionalliga Süd auf. 2002 wechselte er innerhalb der Liga zum 1. FC Saarbrücken. Mit dem FCS schaffte er in der Saison 2003/04 den Aufstieg in die 2. Liga. War Sabanov im ersten Jahr im Saarland noch Stammtorhüter gewesen, so verlor er im Aufstiegsjahr in der Rückrunde seinen Stammplatz nach einer Verletzung im Knie. Im Jahr darauf spielte er in der höheren Liga noch an den ersten beiden Spieltagen seine ersten Profipartien, kam danach aber über die Reservistenrolle nicht mehr hinaus. Nach Unruhen in der Saarbrücker Mannschaft musste Sabanov am 15. November 2004 gehen.
Von Januar 2005 bis Saisonende 2006 war er beim SSV Jahn Regensburg in der Regionalliga Süd angestellt, wo er aufgrund seiner Publikumsnähe den Regensburger Fans als Publikumsliebling galt. Nach dem Abstieg des SSV in die Bayernliga wurde der Vertrag mit Sabanov aber nicht verlängert.
Am 7. Juli 2006 unterschrieb er einen Vertrag beim SSV Reutlingen 05, wo er jedoch Marco Langner als Stammtorhüter nicht verdrängen konnte.
Aus familiären Gründen wechselte er zur Saison 2007/08 zum 1. FC Heidenheim ins rund 20 km von seiner Geburtsstadt Aalen entfernte Heidenheim an der Brenz. Dort übernahm er 2008 die Rolle des Mannschaftskapitäns. In der Saison 2007/08 qualifizierte er sich mit dem FCH nach der Ligareform für die neue viertklassige Regionalliga Süd und absolvierte dabei alle 34 Saisonspiele. In der darauffolgenden Spielzeit wurde die Mannschaft in dieser Spielklasse Meister und schaffte den Aufstieg in die 3. Liga. In seinem zweiten Profijahr verpasste er einige Partien unter anderem wegen eines Daumenbruchs, war aber mit 20 Einsätzen immer noch die Nummer eins im Tor, was er auch im Jahr darauf blieb. In der Saison 2011/12 wollte der inzwischen 37-Jährige ins zweite Glied rutschen, bis auf zwei Partien, in denen er den rotgesperrten Nachwuchstorwart vertrat. Ab der Saison 2012/13 war er allerdings wieder die Nummer 1 im Heidenheimer Tor.
Mit Ende der Spielzeit 2013/14 und dem Aufstieg in die 2. Bundesliga beendete Sabanov seine Karriere und wurde als Scout für den Verein tätig.
Im Sommer 2015 wurde Sabanov Torwarttrainer beim Drittligisten Stuttgarter Kickers. Nach dem Abstieg der Kickers in die Regionalliga im Sommer 2016 agierte er zudem als Co-Trainer der Mannschaft. Zu Beginn der Saison 2017/18 verpflichtete ihn der Zweitligist SV Sandhausen als Torwarttrainer, bei dem er die Nachfolge von Daniel Ischdonat antrat. Nach einer Spielzeit kehrte er 2018 für zwei Jahre als Torwarttrainer zu seinem Heimatverein nach Aalen in der Dritten Liga, ab 2019 dann in der Regionalliga, zurück.
2020 zog Sabanov sich bis auf Weiteres aus dem Profigeschäft zurück und gründete eine eigene Torwartschule. Daneben ist er als Torwarttrainer beim Aalener Verbandsligisten TSG Hofherrnweiler-Unterrombach tätig.
Im Februar 2023 übernahm Sabanov die Rolle des sportlichen Leiters beim Kreisligisten SSV Aalen. Sabanovs Sohn ist Cheftrainer der U19 des Klubs, ein Cousin Cheftrainer der ersten Mannschaft.

## Erfolge
- Aufstieg in die 2. Bundesliga: 2004 (1. FC Saarbrücken), 2014 (1. FC Heidenheim)
- Aufstieg in die 3. Liga: 2009 (1. FC Heidenheim)
- WFV-Pokal: 2002 (VfR Aalen); 2008, 2011, 2012, 2013, 2014 (jeweils 1. FC Heidenheim)